# Lutjanus colorado
Lutjanus colorado és una espècie de peix de la família dels lutjànids i de l'ordre dels perciformes.

## Morfologia
- Els mascles poden assolir 91 cm de longitud total.[3][4]

## Alimentació
Menja invertebrats i peixos.

## Hàbitat
És un peix de clima subtropical i associat als esculls de corall que viu fins als 70 m de fondària.

## Distribució geogràfica
Es troba des del sud de Califòrnia (Estats Units) fins a Panamà.

## Ús comercial
Es comercialitza fresc o congelat.